# Blyxa japonica
Blyxa japonica är en dybladsväxtart som först beskrevs av Friedrich Anton Wilhelm Miquel, och fick sitt nu gällande namn av Carl Maximowicz, Paul Friedrich August Ascherson och Robert Louis August Maximilian Gürke. Blyxa japonica ingår i släktet Blyxa och familjen dybladsväxter. IUCN kategoriserar arten globalt som livskraftig.

## Underarter
Arten delas in i följande underarter:
- B. j. alternifolia
- B. j. japonica